# Blagny-sur-Vingeanne
Blagny-sur-Vingeanne é uma comuna francesa na região administrativa da Borgonha-Franco-Condado, no departamento de Côte-d'Or. Estende-se por uma área de 7,63 km². Em 2010 a comuna tinha 131 habitantes (densidade: 17,2 hab./km²).